# FK Tchertanovo Moscou (féminines)
Cet article traite de l'équipe féminine. Pour l'équipe masculine, voir FK Tchertanovo Moscou.
Maillots
Actualités
Le Tchertanovo Moscou (russe : «Чертаново» Москва) est un club de football féminin russe basé à Moscou. Il évolue actuellement en première  division russe.

## Palmarès
- Championnat de Russie
  - Vice-champion : 2018.

- Coupe de Russie
  - Finaliste : 2017.